# Meisterschule (Deutschland)
Der Begriff Meisterschule bezeichnet in Deutschland alle Weiterbildungseinrichtungen, die auf die Aufstiegsfortbildung zum Meister vorbereiten. Bei den Lehrgängen handelt es sich um Weiterbildungskurse, die von privaten Weiterbildungseinrichtungen oder Berufskammern, seltener von sogenannten Fachschulen, angeboten werden.
Je nach Berufsbild dauern die Vorbereitungskurse im Vollzeitunterricht zwischen 3 und 24 Monaten; in Teilzeit bis zu 48 Monaten. Sie decken die Ausbildungsteile I bis IV der Meisterprüfungsordnung (MPO) ab. 
Die Fortbildung zum Meister an einer Fachschule unterscheidet sich von den reinen Vorbereitungskursen, da hier nicht nur die MPO vorrangig beachtet wird, sondern auch der zugrunde liegende Lehrplan. Fachschulen dienen somit der vertieften und umfassenderen beruflichen Fortbildung und fördern die Allgemeinbildung. Sie werden im Anschluss an die Berufsausbildung und in der Regel an eine ausreichende praktische Berufstätigkeit von mehreren Jahren besucht.  Die Fachschulfortbildung beträgt in der Regel 12 bis 24 Monate in Vollzeit.
Bei Teilzeitlehrgängen dementsprechend bis 48 Monate.

## Gesetzliche Grundlage bei Fachschulen in Bayern
„Die Fachschule dient der vertieften beruflichen Fortbildung und fördert die Allgemeinbildung; sie wird im Anschluss an eine Berufsausbildung und in der Regel an eine ausreichende praktische Berufstätigkeit von mehreren Jahren besucht. Der Ausbildungsgang umfasst bei Vollzeitunterricht mindestens ein halbes Schuljahr, bei Teilzeitunterricht einen entsprechend längeren Zeitraum. Die mindestens einjährige Fachschule kann nach Maßgabe der Schulordnung die Fachschulreife verleihen. Durch eine staatliche Ergänzungsprüfung kann die (Fach-)Hochschulreife erworben werden, die auf einschlägige Studiengänge beschränkt werden kann; das Staatsministerium für Unterricht und Kultus regelt das Nähere durch Rechtsverordnung.“